# 挪威的斯維爾·馬格努斯王子
斯维尔·马格努斯（挪威語：Sverre Magnus；2005年12月3日—），他是挪威王储哈康和王储妃梅特的第二个孩子。挪威王位第三顺位继承人。
他有一名同母异父的哥哥马吕斯·博格·霍伊比（Marius Borg Høiby）及一名同父同母的姐姐英格丽公主。

## 榮譽
- 挪威
  -  聖奧拉夫大十字勳章（英语：Order of St. Olav） (Grand Cross of the Royal Norwegian Order of St. Olav)[1]